# 磺胺嘧啶银
磺胺嘧啶银（INN：Silver sulfadiazine，或silvadene）是一种磺胺类/银盐抗细菌药，用于治疗烧伤的外用药膏，用於二度灼傷和三度灼傷以預防感染。磺胺嘧啶银通常被制成1％的药膏或水悬浮液。品牌有Silvadene（通用商标）等。研究发现，磺胺嘧啶银可能会增加治疗的时间——如果用这种药物治疗，伤口可能需要更长的时间才能愈合，因此科克伦系统评价的作者不推荐使用。
常見的副作用包括使用部位的瘙癢和疼痛，其他副作用包括低白細胞水平、過敏反應、皮膚藍灰色變色、紅血球分解或肝炎，對其他磺胺類藥物過敏的患者應慎用。接近分娩的孕婦也不應該使用，兩個月以內的兒童也不建議使用磺胺嘧啶银。
磺胺嘧啶银是在20世紀60年代發現的。此种化合物被列于世界卫生组织基本药物标准清单内，其中包含基本医疗卫生制度所需的最重要药物。它是學名藥，在發展中國家，批發成本在每克0.004到0.072美元之間，在美國，一個療程一般花費為25至50美元。

## 医疗用途
磺胺嘧啶银兼有磺胺类和银盐的抗菌效果，可抗各种细菌，外用于局部轻度烧伤和大面积擦伤处。
2008年科克伦的系统评价发现，大部分试验的方法存在缺陷，因此其结果没有太大用途。另一个2010年的科克伦系统评价得出的结论是，“没有足够的证据能证明，含银敷料或外用药是否能促进伤口愈合，或防止伤口感染”。对其他结果的评价也认为“试验的质量有限”。科克伦的评价增加了人们对愈合时间延长及使用剂量增加的担忧。一项2012年的研究也发现，与对照组相比，外用银药物延长了伤口的愈合时间，且没有证据显示其能有效预防伤口感染。

## 不良反应
伤口表面可能会有无菌的渗出液（透明液体）。偶有灼热和疼痛感，但只是暂时现象。
约0.1至1％的患者出现超敏反应，如皮疹或多形红斑。其他磺胺类药物，包括抗菌剂、噻嗪类利尿剂和磺酰脲类抗糖尿病药物也有类似反应，但关于交叉过敏可能性的数据并不一致。银离子的吸收可导致局部银中毒（皮肤变色），特别是在用紫外线照射过治疗部位后。至今只在过度长期使用、或于严重发炎的烧伤伤口上反复使用的案例中发现了积聚于肾脏、肝脏和视网膜所造成的广泛银中毒。广泛银中毒可能会造成间质性肾炎和贫血。

## 药物相互作用
软膏中用于去除伤口死皮的蛋白酶，如胰蛋白酶和梭菌蛋白酶，如果同时使用，则会被银离子抑制。若磺胺嘧啶银的吸收量足够多，某些药物的作用和副作用则会增强，如维生素K拮抗剂。

## 药代动力学
该药物本身难溶于水，且通过皮肤渗透也非常有限。银与蛋白质结合从伤口渗出，且从药物中释放出来的磺胺嘧啶只有小比例（最多10％）被吸收。只有当用于大面积烧伤或其他病灶时，机体才可能出现吸收的问题。